# Zhaliang
Le zhaliang (chinois simplifié : 炸两 ; chinois traditionnel : 炸兩 ; pinyin : zháliǎng ; litt. « frits en deux », est un dimsum cantonais. Il est fabriqué en enveloppant étroitement un rouleau de nouilles de riz autour d'un you tiao (pâte frite).
Il est souvent servi arrosé de sauce de soja, de sauce hoisin ou de pâte de sésame et saupoudré de graines de sésame. Il est généralement consommé avec du lait de soja ou du congee. 